# Serpneve
Serpneve (ukrainien : Серпневе, russe : Серпневое, Serpnevoïe), littéralement « aoûtien », est une commune urbaine de l'oblast d'Odessa, en Ukraine. Elle compte 1 774 habitants en 2021.

## Géographie
Serpneve se trouve à l'ouest d'Odessa et à 20 km au nord-ouest de Taroutyne, au bord du Kohylnyk. La commune se situe dans le raïon de Taroutyne à la frontière de la Moldavie, non loin de la ville moldave de Basarabeasca.

## Histoire
La région entre dans l'Empire russe en 1812 comme le Boudjak et le reste de la Bessarabie. Le gouverneur de Nouvelle-Russie appelle à la suite du manifeste de 1813 de l'empereur Alexandre à coloniser les terres inhabitées, peu cultivées et steppiques. Le village luthérien de Leipzig (colonie n° 8) est donc fondé en 1815 par des colons allemands sur la rive gauche de la rivière Skinossa à 100 km à l'ouest du chef-lieu de l'ouïezd d'Akkerman. Il fait partie de la volost de Klöstitz de l'ouïezd d'Akkerman dans le gouvernement de Bessarabie. Il doit son nom en l'honneur de la bataille des nations qui a eu lieu près de Leipzig en 1813 contre les armées napoléoniennes. Les colons sont regroupés en 126 familles venues de Prusse, du Wurtemberg et de villages allemands en Pologne prussienne. En 1842-1843, certaines familles émigrent et en 1843, 21 familles venues des colonies de la région d'Odessa s'y installent. L'on y construit une église luthérienne dont La paroisse dépend de celle de Taroutino. Le village est construit de chaque côté d'une grande route de 50 mètres de largeur. Les terres arables s'étendent sur 7 435 déciatines, pour 11,5 km de long et 7,7 km de large (en 1857, il y a 124 fermes et 165 familles sans terre). Il existe une tuilerie appartenant à M. Werner. Le nombre d'habitants est de 667 en 1827; 1 338 en 1859; 1 913 en 1870; 1 665 en 1875; 1 962 en 1886; 1 785 (dont 1 740 Allemands) en 1897; 2 122 en 1905 et 2 302 en 1939. Une nouvelle église luthérienne est construite en 1908 pouvant accueillir un millier de fidèles et la paroisse devient indépendante en 1926. Il y avait des moulins à grain et à huile, deux laiteries, une fabrique de draps, une usine de briques d'argile et, à partir de 1934, une fonderie qui fabriquait des machines agricoles telles que des moulins de nettoyage, des semoirs à maïs, des pressoirs à vin et des broyeurs à maïs. À partir de 1912, de plus en plus de puits artésiens sont construits pour fournir de l'eau. 
Jusqu'en 1917, le village fait partie de l'Empire russe et après une période de troubles il entre en janvier 1918 dans le royaume de Roumanie, jusqu'en juin 1940 lorsque selon les accords Molotov-Ribbentrop la région intègre l'URSS après avoir été prise par l'Armée rouge. L'on donne le choix selon ces accords aux 2 300 habitants de partir où rester, et la majorité décide de partir en septembre-octobre 1940 par le Danube en embarquant au port de Galați ou par le chemin de fer pour rejoindre le Reich et surtout de se fixer dans le Wartheland (où ils vont être décimés à l'issue de la Seconde Guerre mondiale). Quant au village de Leipzig  presque déserté entretemps, il est occupé par l'armée roumaine jusqu'en 1944, lorsque cette région est prise par l'Armée rouge.
En 1945, un décret de la république socialiste soviétique d'Ukraine change son nom en Serpnevoïé. Les autorités font venir de nouvelles populations de zones dévastées de Russie soviétique. Le village obtient le statut de commune de type urbain en 1947. L'église est détruite et une nouvelle école est construite en 1959 grâce aux briques de cet édifice et des maisons anciennement dévastées par la guerre. L'école accueille alors 700 élèves. Ils ne sont plus que 250 en 2015. Le nom du village est ukrainisé en 1991 à l'indépendance du pays.